# ناوكو كواكامي
ناوكو كواكامي (川上 直子) (16 نوفمبر 1977 في أكاشي في اليابان – )؛ هي لاعبة كرة قدم كانت تلعب كلاعب وسط. ولعبت مع منتخب اليابان لكرة القدم للسيدات.

## وصلات خارجية
- ناوكو كواكامي على موقع الاتحاد الدولي (مؤرشف)  (الإنجليزية)
- ناوكو كواكامي على موقع قاعدة بيانات كرة القدم.إي يو (الإنجليزية)
- ناوكو كواكامي على موقع Soccerway.com (الإنجليزية)
- ناوكو كواكامي على موقع عالم كرة القدم.نت (الإنجليزية)
- ناوكو كواكامي على موقع اللجنة الأولمبية الدولية (الإنجليزية)
- ناوكو كواكامي على موقع أوليمبيديا (الإنجليزية)